# Rich Fellers
Pour les articles homonymes, voir Fellers.
Richard "Rich" Fellers (né le 3 octobre 1959) est un cavalier américain de saut d'obstacles. En 2012, il a remporté la finale de la coupe du monde de saut d'obstacles à Bois-le-Duc aux Pays-Bas.